# Jepara
 (octobre 2012).
Le contenu est difficilement compréhensible vu les erreurs de traduction, qui sont peut-être dues à l'utilisation d'un logiciel de traduction automatique.
Jepara est une ville d'Indonésie dans la province de Java central, sur la côte au nord-est de Semarang, la capitale provinciale.
C'est le chef-lieu du kabupaten du même nom, qui a une population d'environ 1 million d'habitants.

## Histoire

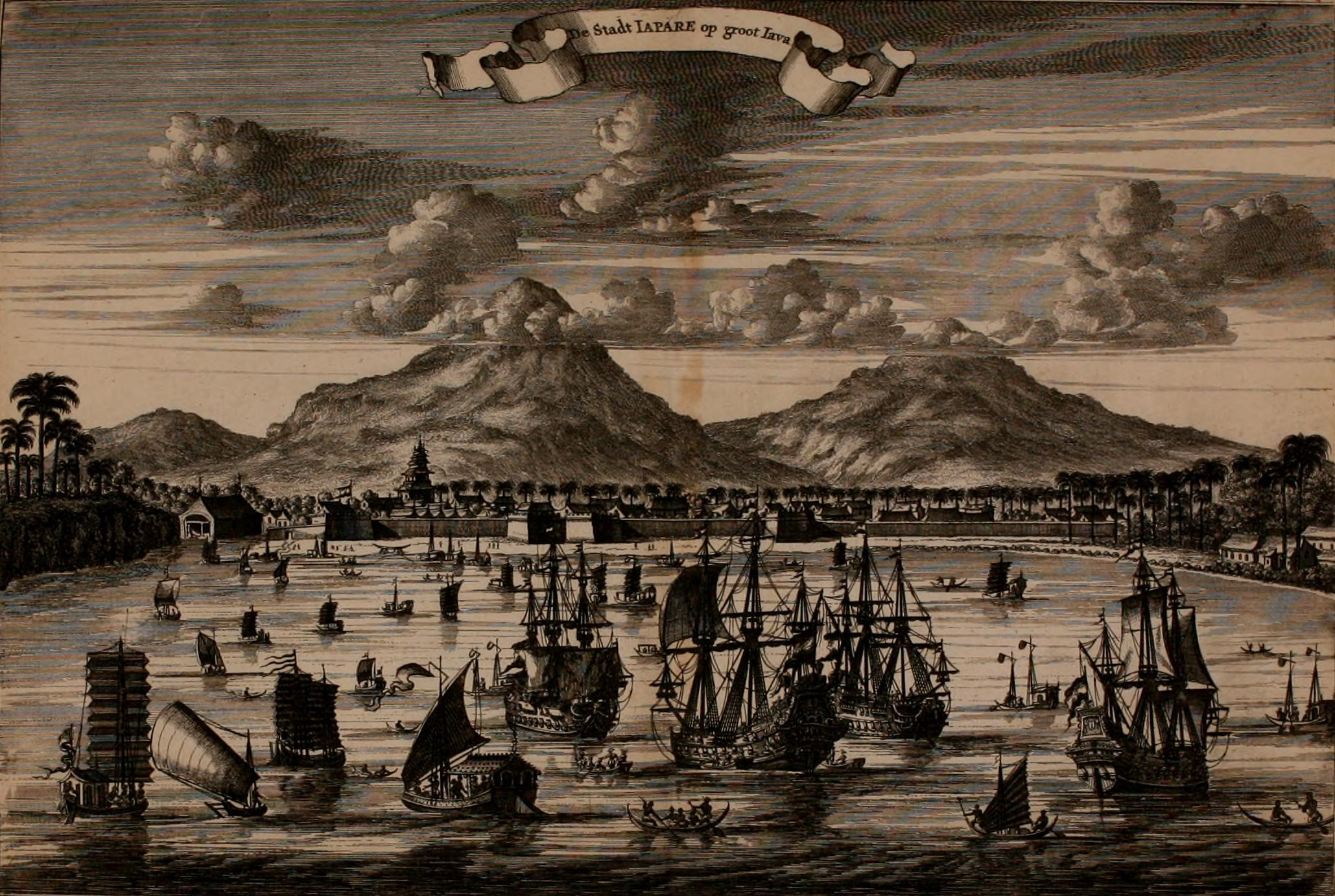
Gravure représentant Jepara et sa baie vers 1650.

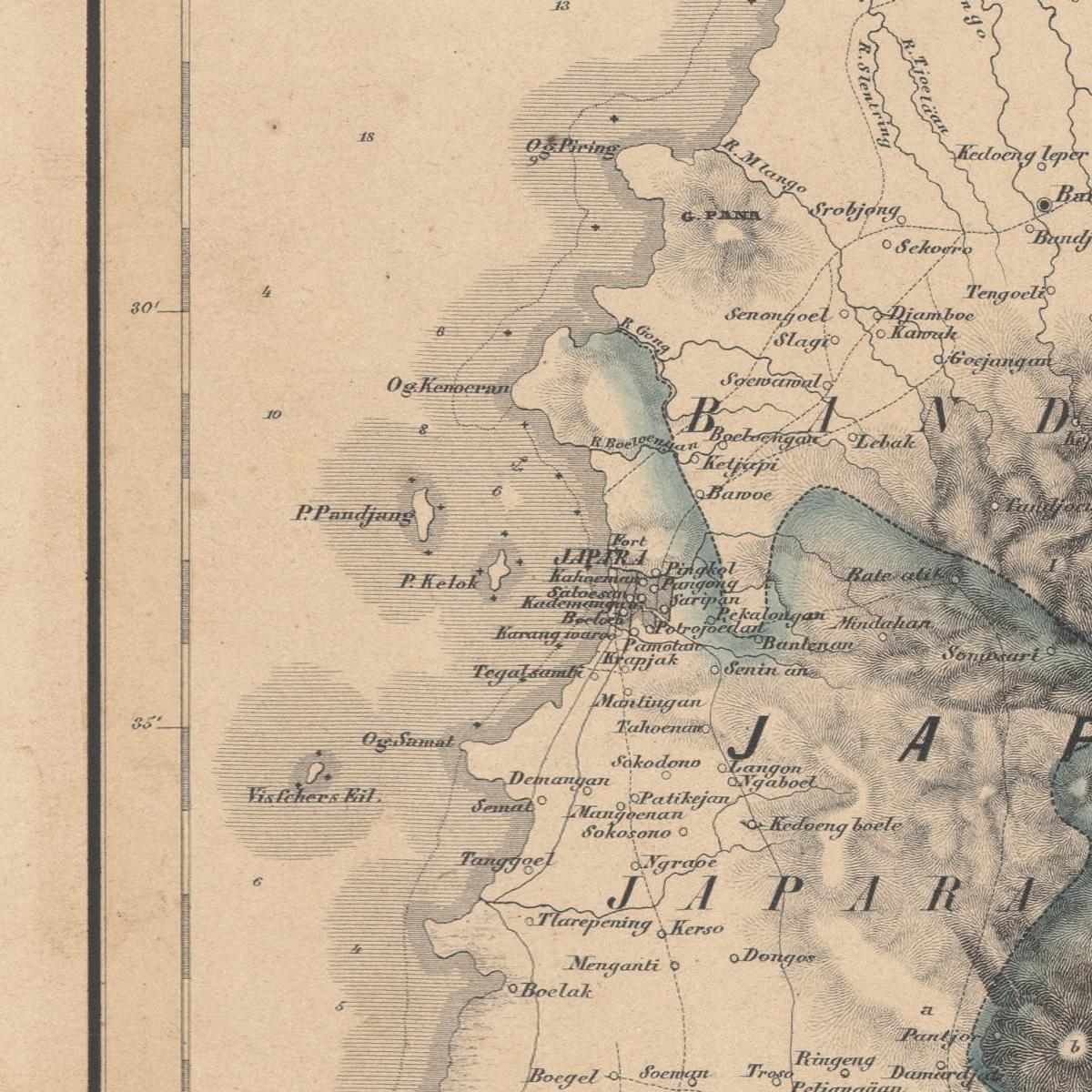
Carte de Jepara de 1858.

Au XVIe siècle, le royaume de Jepara était un des nombreux royaumes musulmans du Pasisir, nom que donnent les Javanais à la côte nord de leur île. La reine Kalinyamat (1549-1579) lança sans succès plusieurs expéditions contre Malacca, conquise en 1511 par les Portugais. Comptoir commercial de la Compagnie néerlandaise des Indes orientales, la VOC y établit le commerce du teck en 1613.

## Culture et tourisme
La ville est réputée pour son artisanat, qui produit des meubles exportés dans le monde entier.
Dans le village d'Ujung Watu sur la côte, on trouve un petit fort portugais (Benteng Portugis) de dimensions modestes (37 mètres sur 29 mètres). Ce fort a été construit par des Portugais en 1632, sous le règne du Sultan Agung de Mataram.
À 3 km au large du fort portugais se trouve la petite île de Mandalika.

### La fête duBaratan
Chaque année à Jepara se tient la fête du Baratan en l'honneur de la reine Kalinyamat.

### Sites naturels
- Les Îles Karimun Jawa, à 80 km au nord de Jepara
- Panjang île
- Mandalika île, dans Ujungwatu Village
- Kartini Beach, en Bulu Village
- Tirto Samodra Beach, dans Bandengan Village
- Empu Rancak Beach, dans Karanggondang Village
- Pungkruk Beach, dans Mororejo Village
- Guamanik Pecatu Beach, dans Ujungwatu Village
- Teluk Awur Beach, dans Telukawur Village
- Semat Beach, dans Semat Village
- Tanjung Karang Beach, dans Mulyoharjo Village
- Ombak Mati Beach, à Bondo Village
- Préserver mont des Clering, dans Clering Village
- Songgo Langit cascade, dans Bucu Village
- Anges Wellspring et Jaka Tarub, dans Daren Village
- Punden réservoir, dans Gemulung Village
- Lac de Sejuta Akar (Lac millions Racine), à Bondo Village
- Tritip Cave, à Ujung watu Village
- Cave Manik, dans Sumanding Village
- Wono Pinus Setro, dans Batealit Village
- Sreni Indah, dans Bategede Village

### Sites historiques
- Le Fort portugais dans le quartier d'Ujungwatu
- Le fort de la VOC à Ujungbatu
- La mosquée de Mantingan
- Le Musée Kartini dans le quartier de Panggang
- Monument Kartini Placenta, dans Pelemkerep Village
- Arc de Mosquée Jami 'Baiturrohman je Robayan, dans Robayan Village
- Monastère Hian Thian Siang Tee, dans Welahan Village
- Bubrah Temple, dans Tarung Village
- Angin Temple, dans Tarung Village

### Loisirs
- Le Tiara Park Waterboom et le cinéma 3D dans le village de Purwogondo
- Alamoya Waterboom, dans Bapangan Village
- Piscine "Pool Sinta", dans Pecangaan Kulon Village
- Orange l'agriculture le tourisme, dans Bategede Village
- Marché de l'artisanat (Pasar Kerajinan), dans Margoyoso Village
- Marché à la dérive (Pasar Apung), dans Demaan Village
- Centre Commercial Jepara (CSJ), au Village Panggang
- Saudara Swalayan, dans le village de Ngabul
- Karangrandu Market (marché traditionnel Snack), dans Karangrandu Village
- Ngabul Market (marché Durian), dans le village de Ngabul
- Marché aux enchères de meubles, en Rengging Village

## Galerie

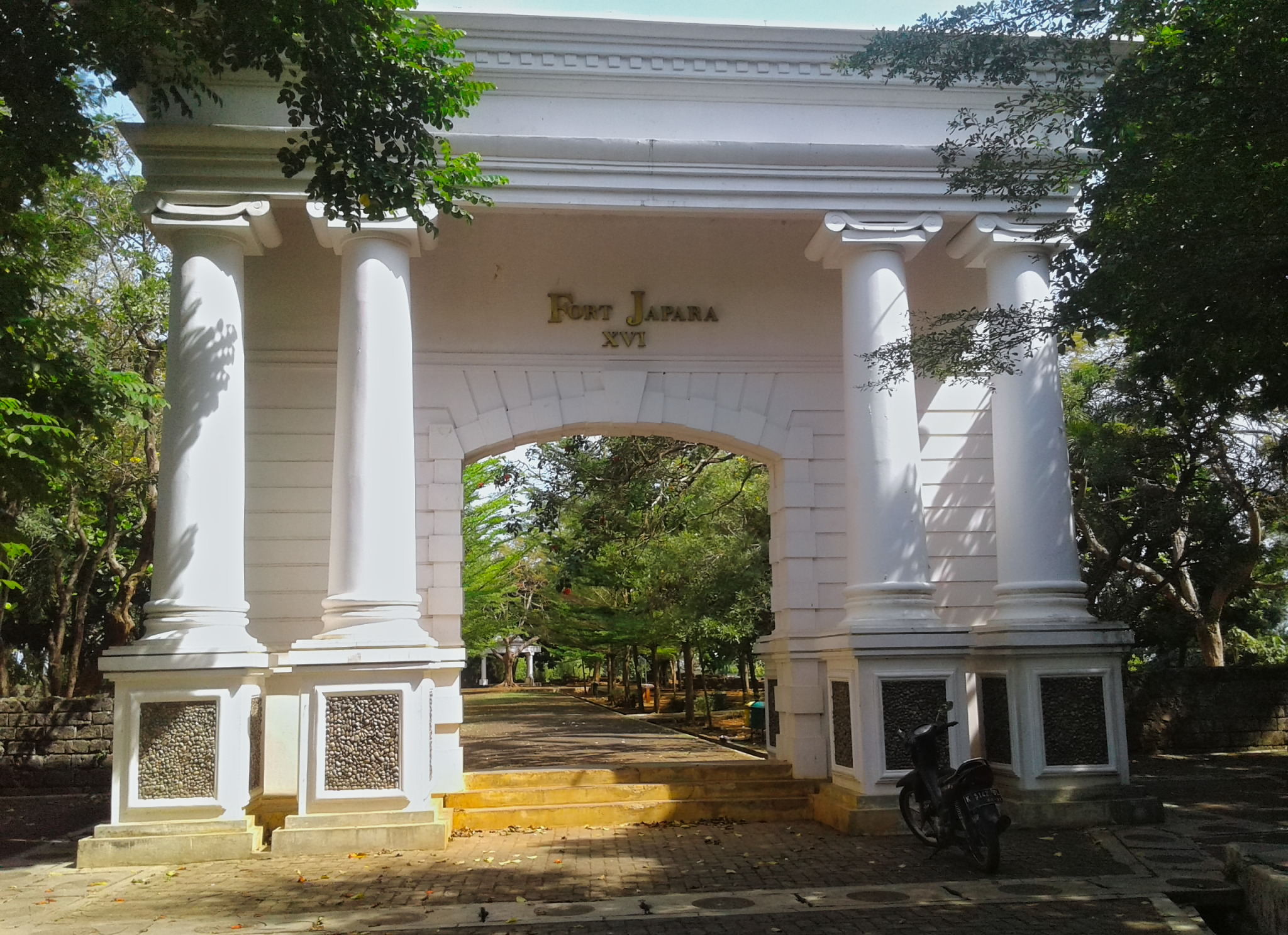
Porte d'entrée du fort de Jepara
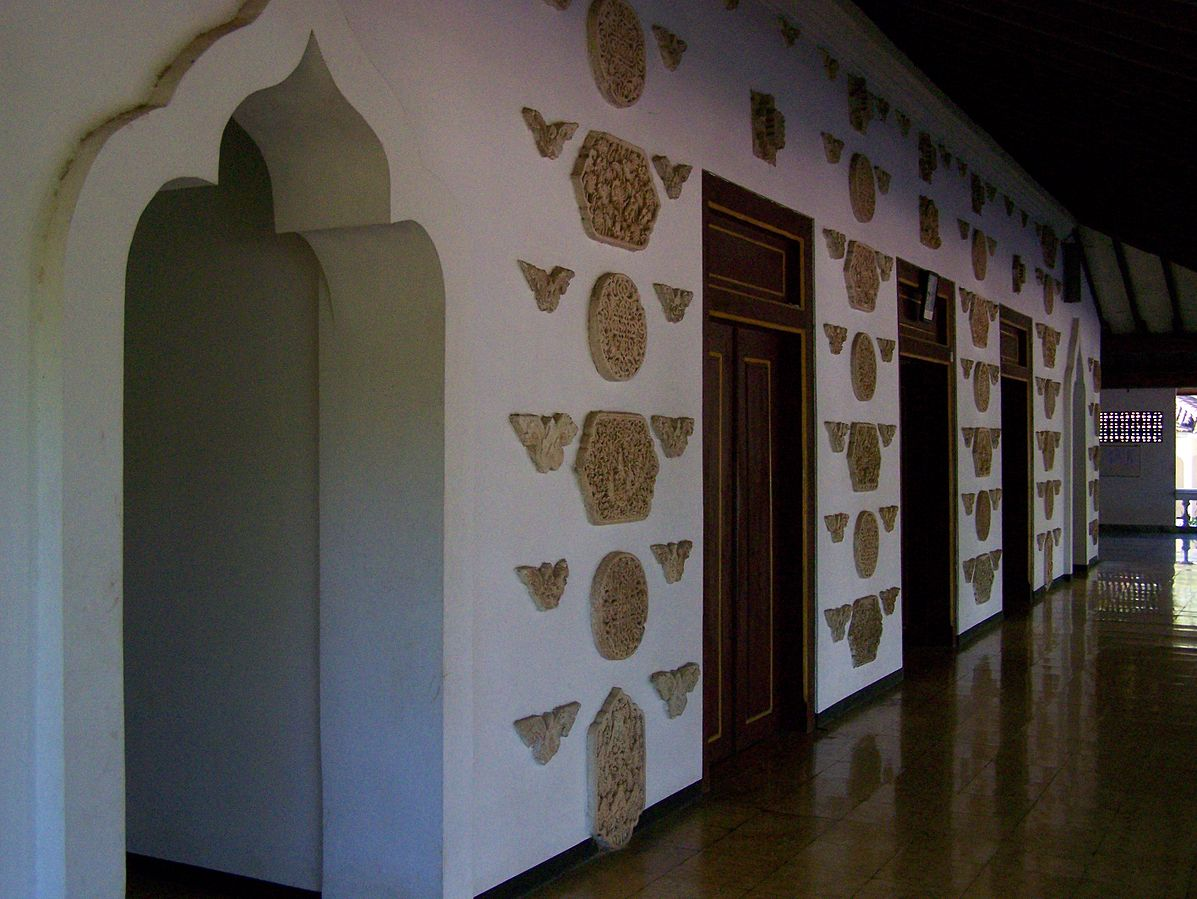
Bas-relief de la mosquée de Mantingan
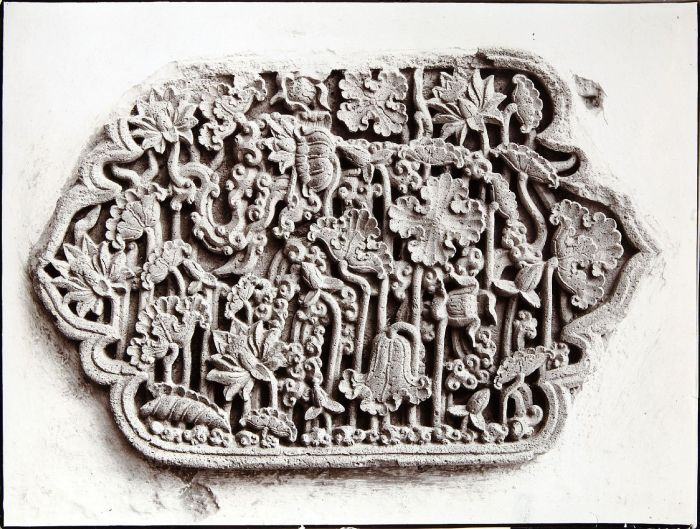
Bas-relief de la mosquée de Mantingan représentant un éléphant à partir de motifs floraux